# Mahmoud Bodo Rasch
Mahmoud Bodo Rasch (* 12. Mai 1943 in Stuttgart) ist ein deutscher Architekt, der sich auf den Bau fahrbarer Großschirme und Leichtbauarchitektur spezialisiert hat. Er ist Gründer und Inhaber der Firma SL Rasch GmbH Special and Lightweight Structures mit Niederlassungen in Leinfelden-Echterdingen, Dschedda, Mekka und Medina.

## Leben
Raschs Mutter, Lilo Rasch-Naegele (1914–1978), war eine Malerin und Grafikerin, und sein Vater Bodo Rasch (1903–1995) gehörte zusammen mit dessen Bruder Heinz Rasch (1902–1996) zur internationalen architektonischen Avantgarde der 1920er Jahre. Der künstlerischen Familientradition folgend, begann der Sohn 1964 ein Studium der Architektur an der Universität Stuttgart, das er 1972 mit dem Diplom abschloss. Seine zwei Jahre ältere Schwester Aiga Rasch (1941–2009) war eine Illustratorin und Grafikerin.
Während des Studiums wurde er Mitarbeiter von Frei Otto 1967 im Institut für leichte Flächentragwerke an der Universität Stuttgart und 1969 im Entwurfs- und Entwicklungsbüro Atelier Frei Otto Warmbronn. Rasch leitete die Arbeiten am Neubau des Institutsgebäudes (ursprünglich war die Seilnetzkonstruktion Prototyp für den Deutschen Pavillon auf der Expo 67 in Montreal) und übernahm die Projektleitung für die ersten fahrbaren Großschirme, die Frei Otto für die Bundesgartenschau in Köln 1971 konzipierte und baute. Aus dieser Zusammenarbeit entstanden gemeinsame Projekte und eine enge Freundschaft beider Architekten. Bis zu seinem Tod war Frei Otto ein Berater in Raschs Team.
1973 war Rasch Gastdozent an der School of Architecture, University of Texas at Austin, USA. 1974 folgte die Teilnahme an einem städtebaulichen Wettbewerb für Pilgerunterkünfte in der Zeltstadt im Tal Mina bei Mekka. Im gleichen Jahr konvertierte Bodo Rasch zum Islam und nahm den zusätzlichen Vornamen „Mahmoud“ an.
1975 gründete Mahmoud Bodo Rasch mit Sami Angawi das Hajj Research Center an der König-Abdul-Aziz-Universität in Dschedda, Saudi-Arabien. Seine Dissertation über die Zeltstädte des Hadsch wurde 1980 in der Reihe „Mitteilungen des Instituts für leichte Flächentragwerke der Universität Stuttgart, IL 29 Zeltstädte des Hadsch“ veröffentlicht.
1980 gründete Rasch das Architekturbüro Rasch & Associates und 1991 die Firma Sonderkonstruktionen und Leichtbau (SL GmbH), die seit 1998 als SL Rasch GmbH Special and Lightweight Structures firmiert. 1998 wurde Raschs langjähriger Chefarchitekt Jürgen Bradatsch Partner im Architekturbüro Rasch und Bradatsch.
Mit seinem Team setzt Rasch Frei Ottos Prinzipien des Leichtbaus auf der Basis wissenschaftlicher Grundlagenforschung fort. Sein neu etabliertes Team für Islamisches Design bringt die minimalen Formen des Leichtbaus in Einklang mit den im Kontext sakraler oder hoheitlicher Bauten notwendigen Schmuckformen.
Raschs langjähriges Engagement im Nahen Osten und die Realisierung extrem anpassungsfähiger Leichtbauten führten zu spektakulären Großprojekten für die heiligen Stätten des Islam: In Kooperation mit hochspezialisierten Betrieben entwickelte er mit seinem Team so ungewöhnliche Projekte wie die größte Turmuhr der Welt und die Turmspitze des Makkah Clock Tower, oder 250 fahrbare Großschirme, die die Piazza um die Moschee des Propheten in Medina beschatten und die Pilger vor Sonne und Regen schützen.

## Projekte (Auswahl)
- 1972–1980 Forschungsprojekte und Lehre in Deutschland, Italien, USA und Saudi-Arabien
- 1980 Dissertation über die „Zeltstädte des Hajj“
- 1981 Mountain Tents, Bergzelte für Muna Saudi Arabia. Mit Sami Angawi und Frei Otto
- 1985 Wissenschaftliche Klimastudien „Climatic research for convertible Roofs in Saudi Arabia“
- 1986 Wissenschaftliche Studie über die Pilgerströme in den großen Moscheen in Saudi-Arabien
- 1987 Schirme für das Dach der großen Moschee in Mekka, 5 × 5 m Schirme, solar betrieben
- 1987 Toldo für die Qubāʾ-Moschee in Medina, Saudi-Arabien.
- 1988 Bewegliche Überdachung für das Freilichttheater in Wiltz, Luxemburg.
- 1990 Zelte für den Strandpalast (Beach Residence) „Thuwal Palace“ in Thuwal, Provinz Mekka, Saudi-Arabien.
- 1991 27 Sliding Domes über den Innenhöfen der Moschee des Propheten in Medina, Saudi-Arabien
- 1992 12 wandelbare Großschirme (17 m × 18 m) für die beiden großen Innenhöfe der Moschee des Propheten in Medina, Saudi-Arabien.[4]
- 1992 Integriertes Beleuchtungssystem für die Piazza um die Moschee des Propheten in Medina, Saudi-Arabien
- 1994 Schirme im Innenhof von Schloss Wasseralfingen, Aalen, Württemberg
- 1995 Kuppeln für die Guekdepe Moschee, Turkmenistan,
- 1996 Biennale Venedig, Sternwellenzelt und 5 × 5 m Schirme, Venedig, Italien
- 1996 „Jubilee ship“, pneumatische Konstruktion für die Hochschule der Künste, Berlin
- 1997 Zelte für einen Strandpalast in Obhur, Saudi-Arabien
- 1998 „Maqam Ibrahim“ Schrein für die Al Haram (die Heilige) Moschee in Mekka, Saudi-Arabien
- 1999 Wandelbares Zeltdach für den Robinson Club auf Fuerteventura, Spanien
- 1999 Kuppeln und Beleuchtungssystem für die „Majid Wilayah Persekutuan“, Kuala Lumpur, Malaysia
- 1999 Kuppeln für Putra Mosque, Putrajaya, Malaysia
- 1999 Feuerfeste Pilgerzelte für die Zeltstadt in Muna, Saudi-Arabien
- 2000 Rundzelte für die Firma Storek, Leonberg, Deutschland
- 2000 Wandelbare Schirme(16mx16m) vor der Al-Hussein-Moschee, Kairo, Ägypten

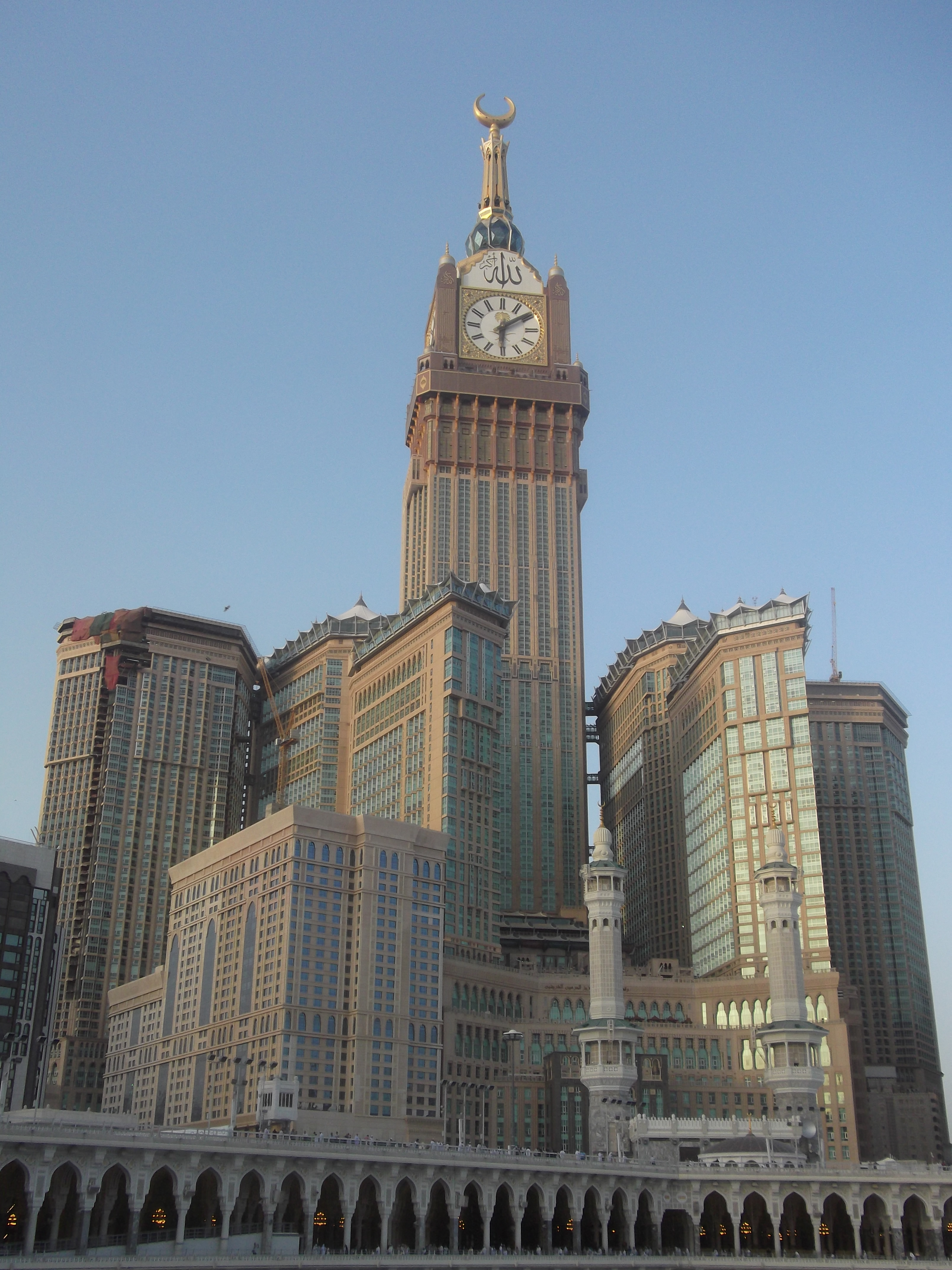
Abraj Al Bait Towers in Mekka, Saudi-Arabien

- 2000 „Kaaba Stairs“ fahrbare Treppe für die Kaaba in der Heiligen Moschee in Mekka, Saudi-Arabien
- 2000 Venezuela Pavillon auf der Expo 2000, Hannover
- 2001 Tanzbrunnen Köln, Erneuerung der Membrane
- 2001„Sail Island“ Schattensegel am Roten Meer, Corniche Jedda, Saudi-Arabien
- 2002 Toldo für die Villa d’Este in Rom, Italien
- 2002 Fahrbare Schirme, Hotel d´Angleterre, Lausanne, Schweiz
- 2002 “Minbar”, fahrbare Kanzel für die heilige Moschee in Mekka, Saudi-Arabien
- 2004 Wandelbares Dach, Burgruine Scherenburg, Gemünden, a. M., Deutschland
- 2004 Membrandach Retail Center, Riad, Saudi-Arabien
- 2004 Schirme für den Stuttgarter Schlossplatz, Entwurf mit Frei Otto
- 2007 Zeltdächer und Beleuchtungskonzept, Royal Terminal, Dschedda, Saudi-Arabien.
- 2007 Wandelbare Schirme für das Sandy Lane Hotel, Barbados
- 2008 Wandelbare Schirme (29 m × 29 m) Royal terminal, Dschedda, Saudi-Arabien
- 2009–2012 Zelte auf den Abraj Al Bait Towers, Mekka, Saudi-Arabien: Hijra Plaza, Tower Tents
- 2011 250 fahrbare Schirme (26 m × 26 m) für die Moschee des Propheten in Medina
- 2012 „Royal Clock“ und Turmspitze auf dem „Royal Clock Tower“ der Abraj Al Bait Towers, Mekka, Saudi-Arabien[3]
- 2013 Wandelbare Schirme auf dem Sundance Square in Fort Worth, Texas.

## Auszeichnungen
- 1981 Preis der Freunde der Universität Stuttgart
- 1992 Preis des deutschen Werkbundes Bayern
- 1993 Best Innovation, Preis der “International Association for Automation and Robotics in Construction”, Houston, Texas
- 1993 “Imam Bukhari Educational Complex”, Samarkand, Usbekistan, 1. Preis des internationalen Wettbewerbs

## Ausstellungen
- 1992 „Gestalt finden“ auf dem Weg zu einer Baukunst des Minimalen. Der Werkbund zeigt Frei Otto, Frei Otto zeigt Bodo Rasch, Villa Stuck, München[5]
- 1995 „Umbrellas“ Ausstellung an der Parsons School of Design, New York, USA
- 1996 „Umbrellas“ Ausstellung, Sony Gallery, Kairo
- 1996 „Gestalt finden“ auf dem Weg zu einer Baukunst des Minimalen, Universität Weimar

## Publikationen
- IL 29 „Zeltstädte des Hajj“, Dissertation von Dr. Bodo Rasch
- Frei Otto, Bodo Rasch: Gestalt finden – Auf dem Weg zu einer Baukunst des Minimalen, Edition Axel Menges, 1995
- Frei Otto, Bodo Rasch: Finding Form – Towards an Architecture of the Minimal, Edition Axel Menges, 1995

## Artikel und Interviews
- „Starwave-Zelt und Fünf-Meter-Schirm auf der Biennale in Venedig“, „Jubiläumsschiff“ in Berlin In: Detail: temporäre Bauten, 8/1996
- „Convertible Architecture“ in L’Arca Larivista internazionale di architettura, design e comunicazione visiva 73/1993
- In Focus: Bodo Rasch – Allah’s Architect
- Deutsche Ingenieure in Medina: Schattenspender aus dem Ländle

## Filme
- The Pedestrian Movement of Al Hajj, 1978, Film by Viscom and Hajj Research Center
- Bodo Rasch – Architektur für Allah, Dokumentarfilm, 2004, SÜDWEST Fernsehen: 29. Januar 2004, 22.30 Uhr
- The Makkah Clock Film, 2012, SL Rasch